# Hugo I. von Le Puiset
Hugo I. von Le Puiset, genannt Blavons (franz.: Hugues du Puiset; † 23. Dezember 1094), war ein Herr von Le Puiset und Vizegraf von Chartres.
Hugo war ein jüngerer Sohn des Grafen Erhard I. von Breteuil, von dem er die Vizegrafschaft Chartres erbte, die ein Lehen der Grafen von Blois war. Weiterhin hielt er die Burg von Le Puiset als königlicher Kastellan. Aber die Unmündigkeit König Philipps I. ausnutzend revoltierte Hugo gegen die königliche Autorität und betätigte sich als Raubritter. Im Jahr 1079 siegte er in einer Schlacht bei Yèvre über den König und trieb die königlichen Ritter zur Flucht auf die Burg Étampes zurück. Beschrieben wurde dieses Ereignis von Rodulfus Tortarius in seinen Miracula Sancti Benedicti.
Offenbar näherte sich Hugo in den kommenden Jahren wieder dem König an. Denn im Jahr 1092 sperrte er auf Le Puiset den Bischof Ivo von Chartres in einen Kerker, weil dieser sich geweigert hatte der Scheidung des Königs von Bertha von Holland zuzustimmen, damit dieser Bertrada von Montfort heiraten konnte. Auf Druck Papst Urbans II. musste Hugo den Bischof im Oktober 1093 wieder freilassen.
Hugo I. von Le Puiset war verheiratet mit Alix von Montlhéry, einer Tochter des Burgherrn Guido I. von Montlhéry. Damit trat er einer weitverzweigten familiären Bande von Burgherren der Île-de-France bei, die noch mehrere Jahrzehnte hinweg gegen das Königtum opponierte. Ihre Kinder waren unter anderem:
- Erhard III. († 21. August, wohl 1099), Herr von Le Puiset und Vizegraf von Chartres, starb auf dem ersten Kreuzzug
- Hugo II. († nach 1118), Herr von Le Puiset und Vizegraf von Chartres, später Graf von Jaffa (Hugo I.)
- Guido († um 1127), Herr von Méréville und Vizegraf von Étampes
- Gilduin († 1130/1135), Geistlicher im heiligen Land
- Galeran († 1123/1126), Herr von Birejk in der Grafschaft Edessa
- Humeberge, ⚭ mit Vizegraf Galon II. von Chaumont-en-Vexin

Siehe auch: Haus Le Puiset